# Galeazzo Visconti (1455-1531)

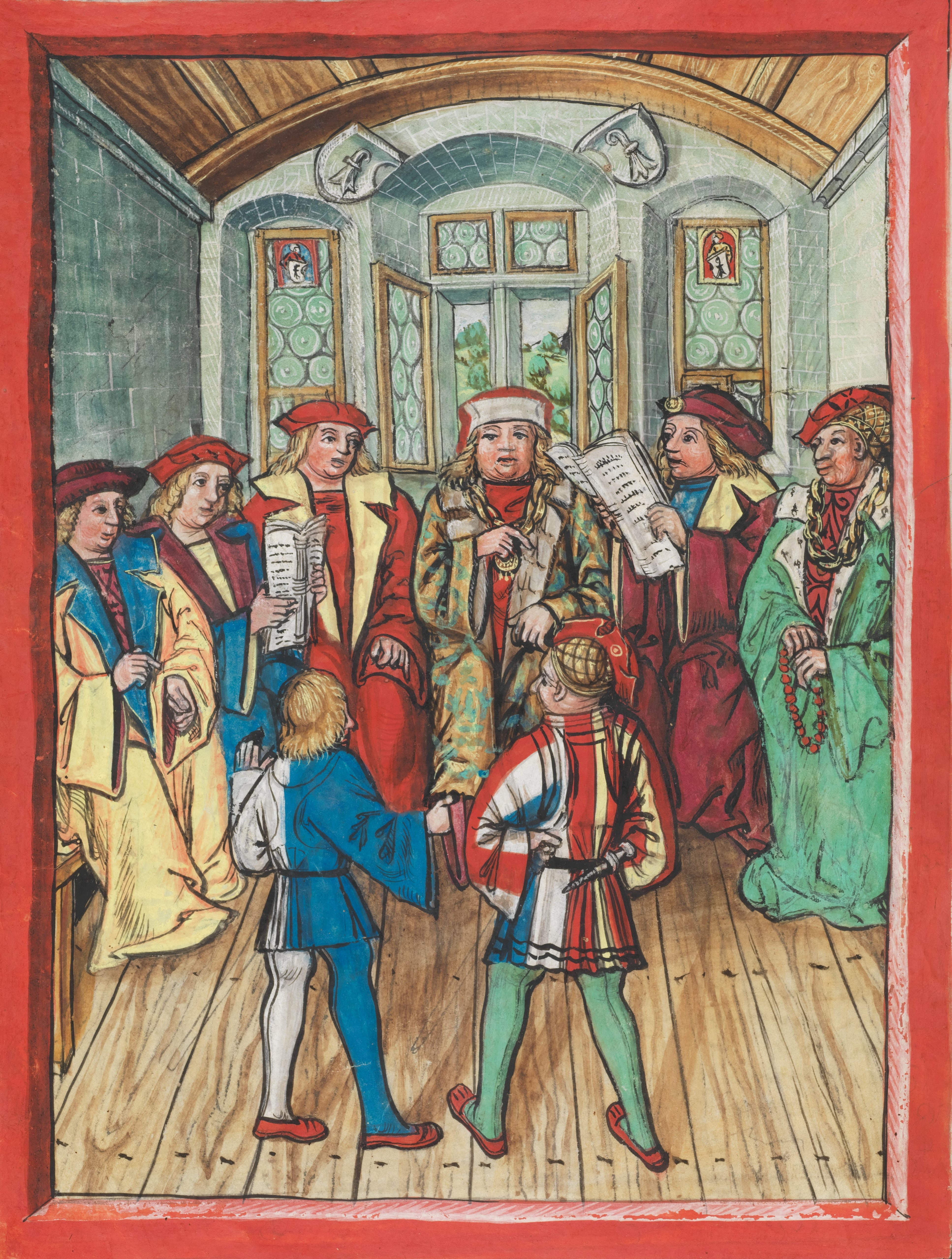
Galeazzo Visconti, inviato da Ludovico alle negoziazioni per la pace di Basilea (1499), presenta le sue proposte alla delegazione dell'imperatore Massimiliano I.

Galeazzo Visconti, detto messer Vesconte (1455 – 1531), fu conte di Busto Arsizio, capitano militare e cortigiano fidato di Ludovico il Moro, cavalier servente di Beatrice d'Este.

## Biografia
Figlio di Guido Visconti e di Eleonora Rotario di Asti, Galeazzo Visconti fu cortigiano molto amico dei duchi di Milano Ludovico Sforza detto il Moro e Beatrice d'Este. Era detto anche "messer Vesconte" e così lo chiama, ad esempio, Beatrice nelle proprie lettere. Cominciò, pare, la propria carriera come castellano di Castel Montebello di Bellinzona, perlomeno dal 1476 al 1480. Successivamente fu consigliere del duca Gian Galeazzo e nel 1488 fu investito da quest'ultimo - sempre con la compiacenza dello zio e reggente Ludovico - del feudo di Busto Arsizio.
Nel 1490-91 fu incaricato dal Moro di condurre a conclusione le trattative matrimoniali con la sua promessa sposa, Beatrice d'Este, e di condurla da Brescello a Pavia, dove avvennero le nozze. A partire da questo momento egli divenne per la nuova duchessa una sorta di cavalier servente, accompagnandola in molti viaggi. Beatrice sembrava avere una particolare predilezione per lui: l'ambasciatore Giacomo Trotti la rimproverò perché, nel febbraio 1491, ella prese al braccio sinistro Galeazzo, al destro la figliastra Bianca Giovanna, lasciando invece da parte ben più autorevoli e nobili dame.
Nel 1492 Galeazzo fu inviato da Ludovico in missione diplomatica in Francia; l'anno seguente, nel maggio, accompagnò Beatrice nella sua missione diplomatica a Venezia. È Beatrice stessa a raccontare per lettera al marito alcuni particolari, come il fatto che durante la traversata verso Malamocco, essendo il mare parecchio agitato, ella decise di scendere (al fine di alleggerirlo) dal bucintoro su cui si trovava insieme alla madre e agli altri parenti, e di montare in gondola con "messer Vesconte" e pochi altri. Eleonora d'Aragona, madre della duchessa, non lo sopportava, perché a Venezia Galeazzo cercò di fare sempre e soltanto gli interessi di Ludovico, maneggiando in modo tale che a Beatrice spettassero i primi onori da parte della Repubblica, a discapito di Eleonora e di Ferrara.

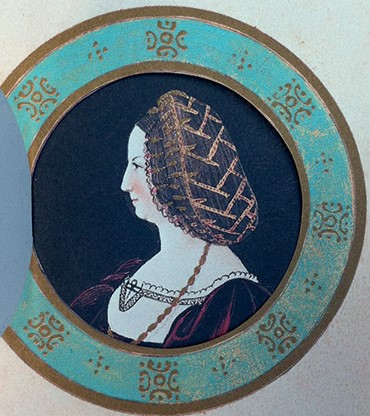
Clara Visconti, figlia di Galeazzo. Dal manoscritto Tutte le dame del re, Ritratti di dame milanesi per Francesco I re di Francia; Cod. trivulziano n. 2159, miniatura di Giovan Ambrogio Noceto.

Nel 1495 compare come commissario militare del duca a Novara. Dopo la caduta del Moro passò a servire la Francia, quindi l'imperatore. Secondo Marin Sanudo egli fu il primo a rinnegare il proprio signore, offrendosi di rivelare al re tutti i segreti di Ludovico. Nel 1515 prese parte alla battaglia di Marignano. Risulta ancora in Lombardia nel 1523.
Nel 1516 fu con l'imperatore Massimiliano in Lombardia. Nel 1519 era di nuovo in favore dei francesi. Nel 1525 fu preso prigioniero alla battaglia di Pavia da Cervellione, soldato spagnolo. Fu cavaliere di San Michele e nel 1529 al fianco di S. Polo nella guerra in Lombardia. La sua corrispondenza s'interrompe nel 1530.
Fu giudicato da uno storico querulo, presuntuoso e intrigante.

## L'incertezza del nome
Una serie di lettere scritte nel 1491 alla marchesa Isabella d'Este, sorella di Beatrice, contengono una curiosa e interminabile disputa su chi fosse il miglior paladino: Orlando o Rinaldo, nonché il racconto di una gita compiuta da Beatrice d'Este a Cusago e dei molti divertimenti della nuova duchessa. Queste lettere contengono però la firma Galeaz Sfortia Vicecomes armorum capitaneus.
Ciò generò qualche confusione fra gli storici, poiché anche Galeazzo Sanseverino, suo contemporaneo e cortigiano amatissimo dai duchi di Milano, era solito firmarsi in una simile maniera. Il nome compare più volte nelle cronache e nelle lettere e non è possibile stabilire se si trattasse sempre della stessa persona o di differenti. Il Litta sostiene che esistesse un altro Galeazzo Visconti il quale aveva per moglie una figlia di Gian Giacomo Trivulzio. L'incertezza risiede nella variabilità dei nomi con cui all'epoca era possibile indicare una medesima persona: lo stesso Ludovico Sforza viene talvolta menzionato come "Ludovico Vesconte" e non era d'obbligo nelle lettere firmarsi col cognome completo, ma è strano, nel caso del Sanseverino, che questi si firmasse coi soli cognomi Sforza Visconti omettendo quello realmente identificativo di Sanseverino. D'altra parte non risulta che Galeazzo Visconti portasse anche il cognome Sfortia: egli figura ad esempio fra i testimoni dell'atto di donazione col quale, il 28 gennaio 1494, Ludovico Sforza donava alla moglie alcuni feudi in Lombardia e specialmente nel novarese ed è qui indicato come "D.o Galeaz Vicecomite q. D. Guidonis", mentre il Sanseverino come "D.no Galeaz Sfortia Vicecomite de S.to. Severino q. D. Roberti Marchione Castrinovi et ducali armor et peditatus capitaneo". Inoltre il riferimento, presente nelle lettere, a un fratello di nome "Gasparo" che potrebbe corrispondere a Fracasso, indussero Luzio e Renier a credere che il mittente fosse in effetti Galeazzo Sanseverino. Della stessa opinione si mostrò Julia Cartwright, biografa di Beatrice, la quale tuttavia ignora del tutto la presenza di Galeazzo Visconti a corte, anche laddove la sua identità è evidente.

Chiunque fosse, il mittente racconta di aver accompagnato la duchessa Beatrice in villeggiatura a Cusago e di essere montato insieme a lei in carretta, dove durante il tragitto cantarono più di venticinque canzoni, "facendo tante patie [pazzie]", quindi pescarono, cacciarono e giocarono a palla con molti altri divertimenti, tornando a Milano dopo il tramonto, tanto che - aggiunge scherzosamente - nello star dietro a Beatrice era quasi impazzito:
(Lettera di Galeazzo a Isabella d'Este, 11 febbraio 1491.)
Godeva anche il raro privilegio del libero accesso agli appartamenti ducali, se a conclusione della lettera ricorda alla marchesa Isabella di quelle volte che, entrando nel camerino privato di Beatrice, trovava le dame ancora svestite e intente ad acconciarsi i capelli:
(Galeazzo a Isabella d'Este)

## Discendenza

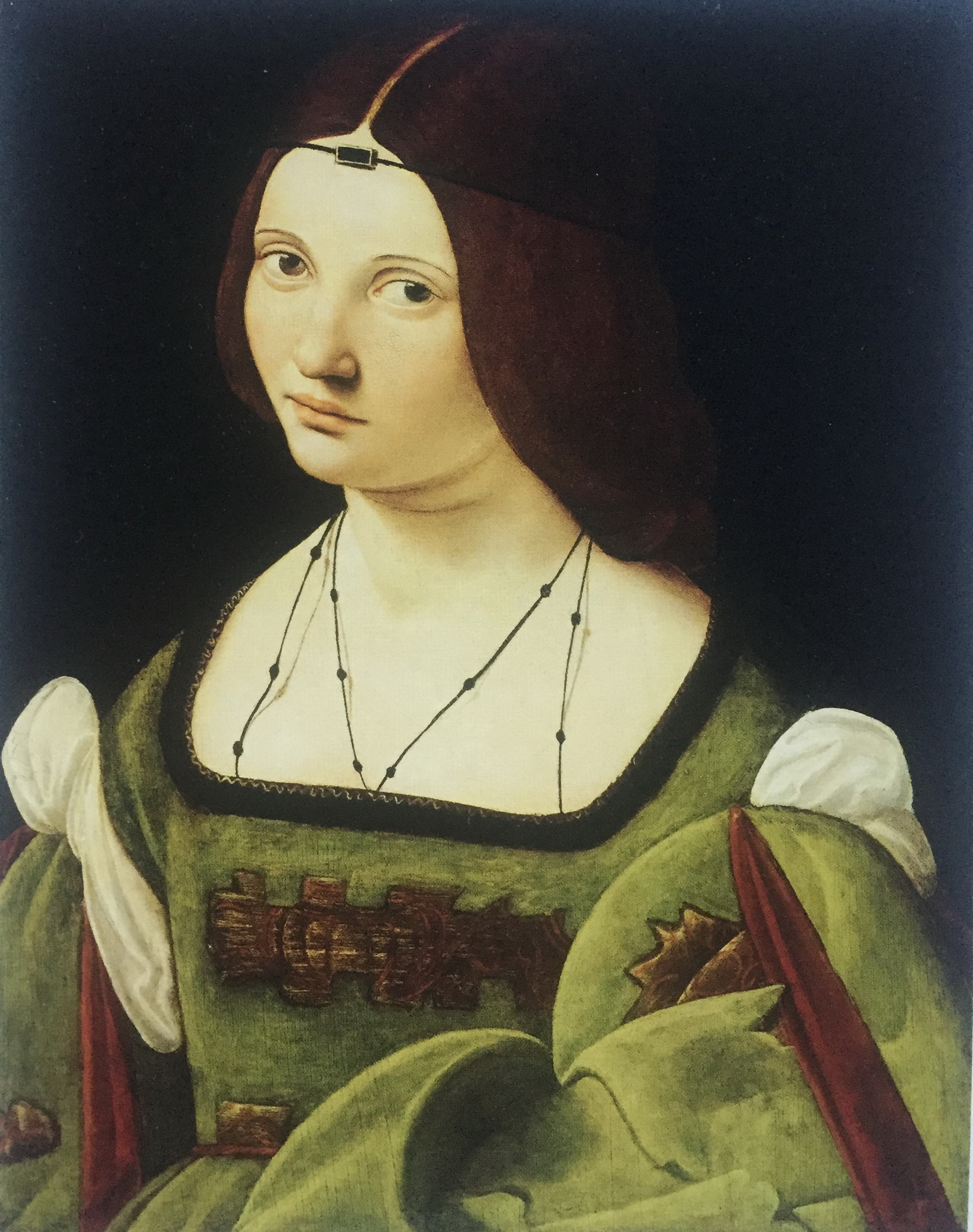
Presunto ritratto di Chiara

Ebbe due mogli, Antonia Mauruzi da Tolentino, dalla quale ebbe tre figli:
- "madonna Chiara" (?-1523), bellissima, sposata a Pietro Pusterla[14] e amata da Prospero Colonna[9]
- Veronica (1498-1519), sposò Federico Borromeo
- Isabella, sposò Giovanni Giacomo Gallarati

Dalla seconda moglie Caterina May ebbe Luigi, sposato a Lucia Trivulzio.